# امین آغایف
امین آغایف (روسی: Эмин Рафаэль оглы Агаев؛ زادهٔ ۱۰ اوت ۱۹۷۳) بازیکن فوتبال اهل جمهوری آذربایجان است.
از باشگاه‌هایی که در آن بازی کرده‌است می‌توان به باشگاه فوتبال مسکو، باشگاه فوتبال آنژی مخاچ‌قلعه، باشگاه فوتبال بالتیکا کالینینگراد، باشگاه فوتبال باکو، باشگاه فوتبال خیمکی، باشگاه فوتبال نفتچی باکو، و باشگاه فوتبال آزال باکو اشاره کرد.
وی همچنین در تیم ملی فوتبال جمهوری آذربایجان بازی کرده‌است.